# Административно-территориальное устройство Германской империи
Германская империя включала в себя 26 государств, наибольшим из которых было королевство Пруссия. Часть этих государств получила независимость в период исчезновения Священной Римской империи. Другие сформировались как суверенные государства после Венского конгресса 1815 года. Территории этих административных единиц не всегда были сплошными и неразрывными: такие государства, как королевство Бавария или великое герцогство Ольденбург, существовали в виде нескольких частей в результате исторических приобретений либо разделения ветвей правящего рода.

## Королевства

### Список королевств
Ниже описаны провинции Германской империи, что имели статус королевства.
| Королевство | Описание |
| ----------- | --- |
| Пруссия     | Главное королевство Германской империи. Получало статус королевства в 1701 году, до этого будучи герцогством. Именно король Пруссии мог быть императором и никто более. |
| Саксония    | Государство, существовавшее в 1806—1918 годах на территории современной Германии. С 1871 года Саксония была частью Германской империи, пока та не рухнула после Первой мировой войны. Столицей королевства был Дрезден.                                                                                               |
| Бавария     | Государство на юго-востоке Германии, которое существовало с 1806 по 1918 год. Герцог Максимилиан I Иосиф из Дома Виттельсбахов стал первым королём Баварии в 1806 году. Монархией, до распада королевства в 1918 году, правил дом Виттельсбахов. В составе империи было вторым по размеру королевством после Пруссии. |
| Вюртемберг  | Правопредшественник Королевства — одноимённое герцогство. Правители — из Вюртембергской династии. Столица — Штутгарт. Правил Вюртембергский дом. |

Ещё одно королевство, существовашее на землях Германии — королевство Ганновер, исторически тесно связанное с Британией, где правила Ганноверская династия, и поддержавшее Австрию в Австро-прусско-итальянской войне, в 1866 году было аннексировано Пруссией и преобразовано в провинцию Ганновер.

### Административное деление королевств

#### Пруссия
| Флаг                             | Административная единица                           | Столица       | Статус      | Площадь (км²) | Население         | Расположение на карте                       | Современный статус                                                  |
| -------------------------------- | -------------------------------------------------- | ------------- | ----------- | ------------- | ----------------- | ------------------------------------------- | ------------------------------------------------------------------- |
| Флаг провинции Бранденбург       | Бранденбург (нем. Brandenburg)                     | Потсдам       | Провинция   | 38 275        | 4 092 616 (1910)  | Расположение провинции Бранденбург          | Ныне часть земли Бранденбург и Польши                               |
| Флаг провинции Вестфалия         | Вестфалия (нем. Westfalen)                         | Мюнстер       | Провинция   | 20 215        | 4 125 096 (1910)  | Расположение провинции Вестфалия            | В составе земли Северный Рейн — Вестфалия                           |
| Флаг провинции Восточная Пруссия | Восточная Пруссия (нем. Ostpreußen)                | Кёнигсберг    | Провинция   | 36 993,9      | 2 064 175 (1910)  | Расположение провинции Восточная Пруссия    | Разделена между Польшей, Литвой (Клайпедский край) и Россией        |
| Флаг провинции Ганновер          | Ганновер (нем. Hanover)                            | Ганновер      | Провинция   | 38 705        | 2 942 436 (1910)  | Расположение провинции Ганновер             | В составе Нижней Саксонии                                           |
| Флаг провинции Гессен-Нассау     | Гессен-Нассау (нем. Hessen-Nassau)                 | Кассель       | Провинция   | 15 699,3      | 2 221 021 (1910)  | Расположение провинции Гессен-Нассау        | В составе земель Гессен и Рейнланд-Пфальц                           |
| Флаг провинции Западная Пруссия  | Западная Пруссия (нем. Westpreußen)                | Данциг        | Провинция   | 25 534,9      | 1 703 474 (1910)  | Расположение провинции Западная Пруссия     | Ныне часть Польши                                                   |
| Флаг Земель Гогенцоллернов       | Земли Гогенцоллернов (нем. Hohenzollernsche Lande) | Зигмаринген   | Провинция   | 1142,3        | 71 011 (1910)     | Расположение провинции Земли Гогенцоллернов | В составе районов Зигмаринген, Цоллернальб и земли Баден-Вюртемберг |
| Флаг провинции Померания         | Померания (нем. Pommern)                           | Штетти́н       | Провинция   | 30 120,5      | 1 716 921 (1910)  | Расположение провинции Померания            | Ныне часть Польши и земли Мекленбург — Передняя Померания           |
| Флаг провинции Позен             | Позен (нем. Posen)                                 | Позен         | Провинция   | 28 970,4      | 2 099 831 (1910)  | Расположение провинции Позен                | Ныне в составе Польши                                               |
| Флаг провинции Рейнланд          | Рейнская провинция (нем. Rheinprovinz)             | Кобленц       | Провинция   | 26 995        | 7 121 140 (1910)  | Расположение провинции Рейнланд             | В составе земель Саар, Рейнланд-Пфальц и Северный Рейн — Вестфалия  |
| Флаг провинции Саксония          | Саксония (нем. Sachsen)                            | Магдебург     | Провинция   | 25 529        | 3 089 275 (1910)  | Расположение провинции Саксония             | В составе земель Тюрингия и Саксония-Анхальт                        |
| Флаг провинции Силезия           | Силезия (нем. Schlesien)                           | Бреслау       | Провинция   | 40 319        | 5 225 962 (1910)  | Расположение провинции Силезия              | Ныне часть Саксонии, Польши и Чехии                                 |
| Флаг провинции Шлезвиг-Гольштейн | Шлезвиг-Гольштейн (нем. Schleswig-Holstein)        | Шлезвиг, Киль | Провинция   | 19 004,3      | 1 621 004 (1910)  | Расположение провинции Шлезвиг-Гольштейн    | В составе Дании и земли Шлезвиг-Гольштейн                           |
| Флаг королевства Пруссия         | Пруссия (нем. Preußen)                             | Берлин        | Королевство | 348 780       | 40 165 219 (1910) | Расположение Пруссии в Германской империи   | В качестве государства — ликвидировано.                             |

#### Бавария
| Флаг                                            | Административная единица                                             | Столица    | Статус      | Площадь (км²) | Население        | Расположение на карте                                    | Современный статус                       |
| ----------------------------------------------- | -------------------------------------------------------------------- | ---------- | ----------- | ------------- | ---------------- | -------------------------------------------------------- | ---------------------------------------- |
| Герб провинции Верхняя Бавария                  | Верхняя Бавария (нем. Oberbayern)                                    | Мюнхен     | Провинция   | 17 530        | 1 532 065 (1910) | Расположение провинции Верхняя Бавария                   | В составе свободного государства Бавария |
| Флаг провинции Нижняя Бавария                   | Нижняя Бавария (нем. Niederbayern)                                   | Ландсхут   | Провинция   | 10 329,91     | 724 331 (1910)   | Расположение провинции Нижняя Бавария                    | В составе свободного государства Бавария |
| Флаг провинции Пфальц                           | Пфальц (нем. Pfalz)                                                  | Шпайер     | Провинция   | 5451,13       | 937 085 (1910)   | Расположение провинции Пфальц                            | В составе земли Рейнланд-Пфальц          |
| Флаг провинции Верхний Пфальц унд Регенсбург    | Верхний Пфальц и Регенсбург (нем. Oberpfalz und Regensburg)          | Регенсбург | Провинция   | 9691,03       | 600 284 (1910)   | Расположение провинции Верхний Пфальц                    | В составе свободного государства Бавария |
| Флаг провинции Верхняя Франкония                | Верхняя Франкония (нем. Oberfranken)                                 | Байройт    | Провинция   | 7231,41       | 661 862 (1910)   | Расположение провинции Верхняя Франкония                 | В составе свободного государства Бавария |
| Флаг провинции Средняя Франкония                | Средняя Франкония (нем. Mittelfranken)                               | Ансбах     | Провинция   | 7244,85       | 930 868 (1910)   | Расположение провинции Средняя Франкония                 | В составе свободного государства Бавария |
| Флаг провинции Нижняя Франкония унд Ашаффенбург | Нижняя Франкония и Ашаффенбург (нем. Unterfranken und Aschaffenburg) | Вюрцбург   | Провинция   | 8530,99       | 710 943 (1910)   | Расположение провинции Нижняя Франкония                  | В составе свободного государства Бавария |
| Флаг провинции Швабия унд Нойбург               | Швабия и Нойбург (нем. Schwaben und Neuburg)                         | Аугсбург   | Провинция   | 9992,03       | 789 853 (1910)   | Расположение провинции Швабия                            | В составе свободного государства Бавария |
| Флаг королевства Бавария                        | Бавария (нем. Bayern)                                                | Мюнхен     | Королевство | 75 865        | 7 352 847 (1910) | Расположение Баварского королевства в Германской империи | В качестве государства — ликвидировано.  |

#### Вюртемберг
| Флаг                        | Административная единица                     | Столица     | Статус      | Площадь (км²) | Население        | Расположение на карте                                         | Современный статус                      |
| --------------------------- | -------------------------------------------- | ----------- | ----------- | ------------- | ---------------- | ------------------------------------------------------------- | --------------------------------------- |
|                             | Дунайский район (нем. Donaukreis)            | Ульм        | Провинция   | 6260,67       | 569 216 (1910)   | Расположение Дунайского района                                | В составе земли Баден-Вюртемберг        |
|                             | Неккарский район (нем. Neckarkreis)          | Людвигсбург | Провинция   | 3329,65       | 882 569 (1910)   | Расположение провинции Неккар                                 | В составе земли Баден-Вюртемберг        |
|                             | Шварцвальдский район (нем. Schwarzwaldkreis) | Ройтлинген  | Провинция   | 4775,61       | 570 820 (1910)   | Расположение провинции Шварцвальд                             | В составе земли Баден-Вюртемберг        |
|                             | Район Ягст (нем. Jagstkreis)                 | Эльванген   | Провинция   | 5141,41       | 414 969 (1910)   | Расположение провинции Ягст                                   | В составе земли Баден-Вюртемберг        |
| Флаг королевства Вюртемберг | Вюртемберг (нем. Königreich Württemberg)     | Штутгарт    | Королевство | 19 508        | 2 437 574 (1910) | Расположение Вюртембергского королевства в Германской империи | В качестве государства — ликвидировано. |

## Великие герцогства
| Великое герцогство    | Описание |
| --------------------- | --- |
| Баден                 | Историческое государство, расположенное на юго-западе Германии, на правом берегу реки Рейн. Оно существовало в период 1806—1918 годов. Правила династия Церингенов. |
| Гессен                | Государство, существовавшее в 1806—1918 годах на территории современной Германии. Ландграфство Гессен-Дармштадт во главе с Гессенской династией было преобразовано в великое герцогство после роспуска Священной Римской империи в 1806 году.                                                                                      |
| Мекленбург-Шверин     | |
| Мекленбург-Стрелиц    | Одно из германских герцогств-государств, существовавшее в период с 1701 до 1918 года без собственного законодательного органа. |
| Ольденбург            | После разгрома Наполеона Венский конгресс в 1815 году принял решение о воссоздании герцогства и преобразовании его в Великое герцогство Ольденбург. |
| Саксен-Веймар-Эйзенах | Германское княжество, существовавшее с 1809 по 1918 годы. В 1815 году решением Венского конгресса герцогство было преобразовано в Великое герцогство Саксен-Веймар-Эйзенах. В 1877 году название было официально сменено на Великое герцогство Саксонское (нем. Großherzogtum Sachsen), но это имя осталось редко употребительным. |

Исторически существовало также великое герцогство Гессен-Кассель, которое образовалось в ходе раздела ландграфства Гессен после смерти его правителя — Филиппа I в 1567 году. Его старший сын — Вильгельм IV получил северные владения со столицей в Касселе. В 1866 году Гессен-Кассель был аннексирован Пруссией, войдя в состав провинции Гессен-Нассау (Hessen-Nassau).

## Герцогства
| Герцогство         | Описание |
| ------------------ | --- |
| Ангальт            | Герцогство управлялось династией Асканиев и было собрано из владений Ангальт-Бернбург, Ангальт-Дессау, Ангальт-Кётен и Ангальт-Цербст |
| Брауншвейг         | Немецкое герцогство, созданное по итогам Венского конгресса (1814) на основе княжеств Брауншвейг-Люнебург и Брауншвейг-Вольфенбюттель. Столица — город Брауншвейг. Правящая династия — Вельфы старшей линии.                                                                                    |
| Саксен-Альтенбург  | Немецкое герцогство, одно из эрнестинских княжеств, существовавшее в периоды с 1602—1672 и 1826—1918 годов. Герцогство состояло из двух частей, разделенных между собой княжеством Рёйсс (младшей линии).                                                                                       |
| Саксен-Кобург-Гота | Государство, существовавшее с 1826 по 1918 год на территории Германии, состоявшее из герцогств Саксен-Кобург и Саксен-Гота, находившихся в личной унии. Название Саксен-Кобург-Готской также относится к династии, правившей в герцогстве и в некоторых других странах, как например, Британия. |
| Саксен-Мейнинген   | Одно из эрнестинских герцогств, существовавших на территории современной Тюрингии до 1918 года, управлявшееся Веттинской династией. Столицей герцогства был Мейнинген. |

Исторически также существовали следующие герцогства, которые при создании империи были упразднены:

### Упразднённые герцогства
| Герцогство               | Описание |
| ------------------------ | --- |
| Гольштейн                | Было отвоёвано у Дании и включено в состав Пруссии. |
| Лимбург                  | Герцогство Лимбург входило в состав Нидерландов, но считалось отдельным политическим субъектом, находящимся в личной унии с Нидерландским королевством. До 1868 года оно также являлось членом Германского союза. |
| Нассау                   | Графство, потом герцогство в составе Священной Римской империи, существовавшее самостоятельно до 1866 года. С 1255 и после делилось на разные другие земли, которые тоже именовались Нассау. Одним из них было княжество Нассау-Дилленбург, откуда пошла Оранская династия. В 1866 году поддержало Австрию, после чего было аннексировано Пруссией. |
| Саксен-Кобург-Заальфельд | Вошло в состав герцогства Саксен-Мейнинген. |
| Саксен-Гильдбурггаузен   | Вошло в состав Саксен-Мейнингена. |

## Княжества
- Вальдек
- Липпе
- Рёйсс младшей линии
- Рёйсс старшей линии
- Шаумбург-Липпе
- Шварцбург-Зондерсхаузен
- Шварцбург-Рудольштадт

## Вольные ганзейские города
- Гамбург
- Любек
- Бремен

## Имперские земли
- Эльзас-Лотарингия (с 1871)